# اردوگاه کار اجباری کایزروالد
اردوگاه کار اجباری کایزروالد از جمله اردوگاه‌های کار اجباری آلمان نازی نزدیک ریگا در لتونی امروزین بود که در مارس ۱۹۴۳ و در جریان اشغال آن کشور توسط ارتش آلمان ساخته شد. نخستین زندانیان این اردوگاه صدها تن از آلمان بودند.
پس از برچیده شدن گتوهای ریگا، لیپایا، و دوگافپیلس، در ژوئن ۱۹۴۳، یهودیان باقی‌مانده در لتونی به همراه جان‌به‌دربردگان برچیده شدن گتو ویلنا، همگی به اردوگاه کایزروالد تبعید شدند. در اوایل ۱۹۴۴، چندین اردوگاه کاری اطراف کایزروالد نیز تحت فرماندهی این اردوگاه قرار گرفتند.
پس از اشغال مجارستان توسط آلمانی‌ها، یهودیان مجار به همراه عده ای از یهودیان گتو ووچ به کایزروالد فرستاده شدند. تا مارس ۱۹۴۴، ۱۱٬۸۷۸ زندانی در این اردوگاه و زیرمجموعه‌های آن نگهداری می‌شدند که به جز ۹۵ غیریهودی، باقی همگی از یهودیان بودند.

## تاریخچه
از اردوگاه کار اجباری کایزروالد برای به‌کارگیری گسترده زندانیان برای کار اجباری در کارخانه‌های آلمانی به منظور کمک به ماشین جنگی ورماخت بهره گرفته می‌شد. بر خلاف اردوگاه مرگی چون آشویتس و تربلینکا، زندانیان کایزروالد برای کار برای شرکت‌هایی چون Allgemeine Elektrizitäts-Gesellschaft (آاِگ آلمان) کار می‌کردند. آاِگ از زنان زندانی کایزروالد به منظور ساخت ادوات برقی و باتری‌ها بهره می‌گرفت.
در ۵ اوت ۱۹۴۴، ارتش سرخ که در حال پیشروی به سوی غرب و خاک آلمان بود وارد لتونی شد و آلمانی‌ها ناچار شدند زندانیان اردوگاه کایزروالد را به اشتوتهوف در لهستان تخلیه کنند. در این هنگام، همه یهودیان زیر ۱۸ سال یا بالای ۳۰ سال به همراه کسانی که هرگونه جرمی مرتکب شده بودند یا کسانی که گمان بر این می‌رفت که توانایی پیمودن مسافت لتونی تا لهستان را نداشتند، به قتل رسیدند. آنانی که کشته نشدند در سپتامبر ۱۹۴۴ به اشتوتهوف رسیدند.
ارتش سرخ در ۱۵ اوت ۱۹۴۴ توانست اردوگاه را اشغال کند.